# Boleslav I. (Böhmen)

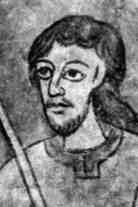
Boleslav I., der Grausame

Boleslav I. (* um 915; † 972, traditionell am 15. Juli 967) wurde auch Boleslav der Grausame genannt und war ein böhmischer Fürst und Sohn der Drahomíra von Stodor und Vratislavs I.

## Leben

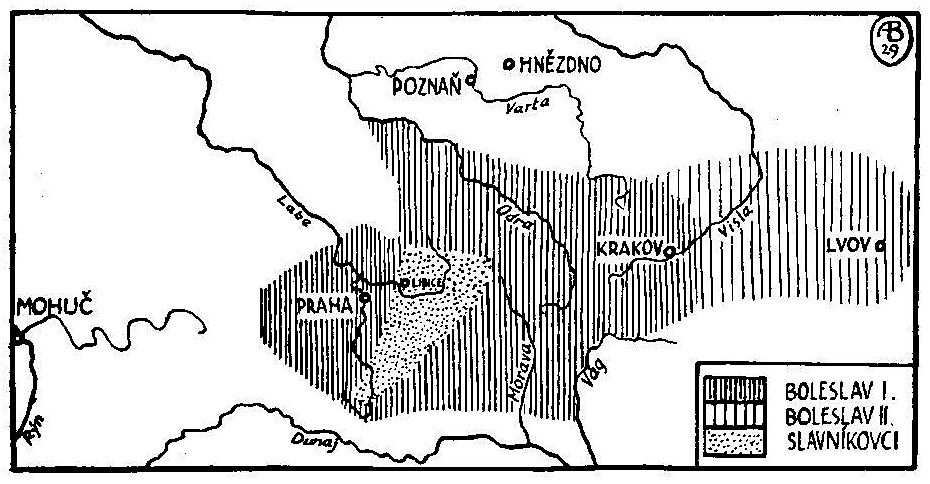
Der böhmische Staat unter Boleslav I. und Boleslav II.

Boleslav entstammte dem Geschlecht der Přemysliden. Er wurde nach dem 28. September 929 oder 935, nachdem er seinen Bruder Wenzel von Böhmen hatte ermorden lassen, Herrscher des in Böhmen dominierenden Fürstentums um Prag. Ein Grund für den Mord an seinem Bruder dürfte Boleslavs Widerstand gegen die von Wenzel vertretene Anerkennung der Oberhoheit des Königs des Ostfrankenreiches gewesen sein. So stieß Otto I. auch auf Boleslavs massiven Widerstand, als er die Erfolge seines Vaters Heinrich I. in Osteuropa ausbauen und die dortigen Gebiete in das Reich eingliedern wollte.
Im Gegensatz zu seinen Vorgängern verfolgte Boleslav eindeutig die Expansion seines Landes. Sein Problem war jedoch zunächst, dass er kein ausgebildetes Heer hatte, eine Folge der geringen Bevölkerung Böhmens, die damals etwa eine halbe Million Einwohner zählte, und der fehlenden Finanzmittel.
Schon kurz nach dem Tod Wenzels gelang es Boleslav offenbar, bis 965 seine Hegemonie über die umliegenden Gebiete, insbesondere die strategisch wichtige Stadt Krakau, durch Liquidierung ihm nicht wohlgesinnter Fürsten auszudehnen und dadurch das Fürstentum Prag endgültig zur bestimmenden Macht Böhmens zu machen. Im Verlauf dieses Prozesses erlangte er auch die Kontrolle über einen wichtigen Handelsweg zwischen Mitteleuropa und dem slawischen Osten, denn Boleslav war nicht nur ein erfolgreicher Kriegsherr, sondern auch Händler. Prag war zu seiner Zeit Metropole des Sklavenhandels im Gebiet nördlich der Alpen. Die Sklaven waren zu Beginn der Expansion Heiden, meist Gefangene aus den besetzten östlichen slawischen Gebieten. Sie wurden über den damaligen Handelsweg transportiert, der im arabischen Gebiet Spaniens begann und über Frankreich und Süddeutschland, Regensburg und Prag nach Krakau und Kiew und von dort aus weiter nach China führte. Etwa eintausend Kilometer dieses Weges führten damals durch das Reich des Přemysliden, der ihn mit seinen Burgen schützte und so zusätzliche Einnahmen für sein Heer sicherte. Seine Gefolgschaft wuchs zu einer bedeutenden Streitmacht an, die Kontrolle der Handelswege zog erhebliche Einnahmen nach sich.
Unter seiner Herrschaft wurden 955 die ersten böhmischen Denare geprägt.
Ebenfalls zu Beginn seiner Herrschaft unternahm Boleslav 936 Kriegszüge gegen benachbarte thüringische Stämme, die sich unter den Schutz des Sachsen Otto I. stellten. Ein anfänglicher Sieg des Böhmen über ein sächsisches Heer bildete den Anlass für direkte Auseinandersetzungen zwischen dem deutschen König und Boleslav, in deren Verlauf Otto I. nach zähen Kämpfen schließlich die Oberhand gewann. 946 musste Boleslav erstmals Geiseln stellen. Im Sommer 950 war er schließlich gezwungen, sich der Oberhoheit Ottos I. zu unterwerfen. Er befreite sich für kurze Zeit, wurde aber 954 wieder zur Huldigung Ottos gezwungen, blieb nun dem späteren Kaiser wie dem Christentum treu und kämpfte in der Schlacht auf dem Lechfeld (955) gegen die Magyaren mit. Sein Kontingent von rund tausend Mann kämpfte vor allem gegen die Hilfstruppen des Gegners. Unmittelbar danach beteiligte er sich an einem Feldzug Ottos gegen die Elbslawen und kämpfte in der Schlacht an der Raxa. Eine andere Version der Geschichtsschreibung geht davon aus, dass Otto den Přemysliden zu Gunsten der Slawnikiden schwächen wollte, damit diese schließlich zwei Drittel von Böhmen beherrschten.
Mit dem Herzog der Polanen Mieszko I. befand sich Boleslav im Konflikt um verschiedene kleinpolnische Territorien, der jedoch durch die Verheiratung Boleslavs Tochter Dubrawka mit Mieszko 963 oder 964 entschärft wurde. Kurz darauf beteiligten sich sogar böhmische Kämpfer an Feldzügen Mieszkos gegen den sächsischen Grafen Wichmann II. den Jüngeren. Auch mit den Ungarn soll er bis 955 größtenteils in Frieden gelebt haben.
Allerdings verlor er in seinem großen Reich die Übersicht und Einflussnahme. Teile wurden daher seinen Anhängern zur Verwaltung anvertraut.
Mit seiner Frau Biagota hatte er vier Kinder: Doubravka (Dobrava, Bonna), Boleslav II., Strachkvas (Kristián) und Mlada.
Am Ende seines Lebens bemühte er sich um die religiöse Selbständigkeit des Landes. Die Gründung des Prager Bistums erlebte er jedoch nicht mehr. Cosmas von Prag nennt als Todesdatum Boleslavs I. den 15. Juli 967. Die neuere Forschung lehnt diese Datierung als offensichtliche Fehlinformation ab, entstanden aus der Absicht des Chronisten, die Verdienste um das Bistum nicht dem Brudermörder Boleslav I., sondern seinem Sohn und Nachfolger Boleslav II. zuschreiben zu können. Nach späteren und glaubwürdigeren Quellen starb Boleslav I. 972, als die Verhandlungen mit der Kurie bereits abgeschlossen waren. Das eigenständige Bistum für Böhmen und Mähren wurde ein Jahr nach seinem Tod gegründet.